# 1752.
◄ | 17. stoljeće | 18. stoljeće | 19. stoljeće | ►
◄ | 1720-ih | 1730-ih | 1740-ih | 1750-ih | 1760-ih | 1770-ih | 1780-ih | ►
◄◄ | ◄ | 1749. | 1750. | 1751. | 1752. | 1753. | 1754. | 1755. | ► | ►►
Arhitektura • Astronomija • Biologija • Glazba • Kazalište • Kemija • Kiparstvo • Knjige • Književnost • Kršćanstvo • Medicina • Politika • Pravo • Promet • Slikarstvo • Znanost

## Događaji
- Osnovan prvi zoološki vrt na svijetu: zoološki vrt u Beču.
- Amerikanac Benjamin Franklin izumio munjovod.

## Rođenja
- 2. siječnja – Philip Morin Freneau, američki književnik († 1832.)
- 23. siječnja – Muzio Clementi, talijanski pijanist i skladatelj († 1832.)
- 7. veljače – Đuro Hidža, hrvatski i latinski pjesnik i prevoditelj († 1833.)
- 23. veljače – Šimon Knefac, hrvatski pisac iz Gradišća († 1819.)
- 23. studenoga – Maksimilijan Vrhovac, hrvatski biskup i književnik († 1827.)

## Vanjske poveznice
|  | Zajednički poslužitelj ima još gradiva o temi 1752. |